# Casey Bond
Casey Bond, né le 5 octobre 1984 à Nashville (Tennessee, États-Unis) est un acteur américain anciennement joueur de baseball professionnel.

## Carrière sportive
Après quatre saisons de baseball à l'université, Bond est drafté en 2007 par les San Francisco Giants. Il évolue en Arizona League avec les AZL Giants en 2007 puis au niveau A avec les Salem-Keizer Volcanoes en Northwest League en 2008.
Il quitte ensuite le baseball et rejoint Los Angeles pour y entamer une carrière d'acteur.

## Carrière d'acteur
Il décroche un rôle dans le film Moneyball de Bennett Miller aux côtés de Brad Pitt, Philip Seymour Hoffman et Jonah Hill. Il y joue Chad Bradford, un lanceur sous-marin acheté par Billy Beane, manager général des Oakland Athletics pour la saison 2003 de la franchise américaine.
Le film est tiré de l'ouvrage éponyme de Michael Lewis.
En parallèle, il apparait dans des spots publicitaires ainsi que dans la série télévisée Gene Simmons Family Jewels.

## Filmographie partielle
- 2011 : Le Stratège (Moneyball) : Chad Bradford
- 2015 : I Saw the Light de Marc Abraham